# Henri Uhlig
Henri Uhlig (Ratisbona, 1º agosto 2001) è un ciclista su strada, ciclocrossista e pistard tedesco che corre per il team Alpecin-Deceuninck.

## Palmarès

### Strada
- 2022 (Alpecin-Deceuninck Development Team, due vittorie)

Gran Premio della Liberazione
1ª tappa Alpes Isère Tour (Charvieu-Chavagneux > Charvieu-Chavagneux)
- 2023 (Alpecin-Deceuninck Development Team, una vittoria)

2ª tappa Baltic Chain Tour (Sigulda > Sigulda)

#### Altri successi
- 2023 (Alpecin-Deceuninck Development Team)

3ª tappa Province Cycling Tour (Gouvy > Gouvy)
Classifica a punti Baltic Chain Tour
Classifica giovani Baltic Chain Tour

### Pista
- 2018

Campionati tedeschi, Omnium Junior
- 2021

Campionati tedeschi, Derny

## Piazzamenti

### Competizioni mondiali
- Campionati del mondo su strada

Glasgow 2023 - In linea Under-23: 14º

### Competizioni continentali
- Campionati europei su strada

Drenthe 2023 - In linea Under-23: 10º
- Campionati europei di ciclocross

Rosmalen 2018 - Junior: 52º